# Курковый ударный механизм
Курковый ударный механизм (замки) — предназначен для производства выстрела. Название «замок» обычно используется в огнестрельном оружии с откидным затвором. В процессе эволюции было изобретено множество оружия этого типа. Замок состоит из ударного и спускового механизма. Ударный механизм предназначен для удара по капсюлю который поджигает пороховой заряд и происходит выстрел. У ружей с откидным затвором УСМ состоит из следующих частей: курка, бойка (иногда он выполнен заодно с курком) и боевой пружины. Курки могут быть возвратными (после выстрела отходят назад и становятся на предохранительный взвод) и невозвратными то есть остающимися в переднем положении после выстрела. У курковых ружей с откидывающимися стволами курки взводят рукой, у бескурковых-специальными рычагами-взводителями, которые работают за счёт усилия прикладываемого к стволам при их открывании затвора назад, а ударник при перемещении затвора вперёд. Бойки могут быть изготовлены либо отдельно от курков, либо вместе. Курки изготовленные вместе с бойками, свойственны ружьям и бойкам расположенным в колодке. Этот замок используется и по сей день в охотничьем оружии.